# Medeina Chasma
Il Medeina Chasma è una struttura geologica della superficie di Venere.